# Тихмангская волость
Тихмангская во́лость — волость в составе Вытегорского уезда Олонецкой губернии Российской Империи, РСФСР. Волостное правление располагалось в селении Патровская. 
В настоящее время территория Тихмангской волости относится в основном к Каргопольскому району Архангельской области.

## История
На основании постановления Олонецкого губернского присутствия от 6 июня 1914 года из Ягремского и Ильинского сельских обществ Тихмангской волости Вытегорского уезда была образована новая Ягремская волость.
По постановлению административной комиссии Олонецкого губернского исполкома от 22 ноября 1921 года Ягремская волость была присоединена к Тихмангской волости.
Декретом ВЦИК от 18 сентября 1922 года Олонецкая губерния была упразднена и волость включена в состав Каргопольского уезда Вологодской губернии.
В ходе реформы административно-территориального деления СССР в 1927 году волость была упразднена.

## Состав
В состав волости входили сельские общества, включающие 62 деревни:
- Верховское общество
- Ильинское общество
- Лихошальское общество
- Низовское общество
- Стрельниковское общество
- Тихмангское общество
- Ягремское общество
- Поселение Тихмангский погост
- Поселение Ягремский погост

### Населённые пункты
| [без общества]                               |       |         |       |                   |
| Поселение                                    | Семей | Человек | До ВП | Школа             |
| Тихмангский погост при реке Тихманьге        | 6     | 29      | 1     | В 1,25 верстах    |
| Ягремский погост при реке Ягреме             | 2     | 12      | 25    | В 0,5 версты      |
| Итого                                        | 8     | 41      |       | 0                 |
| Верховское общество                          |       |         |       |                   |
| Поселение                                    | Семей | Человек | До ВП | Школа             |
| Дмитриевская (Ципина) при реке Шаглас        | 12    | 78      | 2     | В 1,5 верстах     |
| Трофимовская (Часовина) при реке Шаглас      | 15    | 92      | 2,25  | В 1 версте        |
| Мокиевская (Русанова) при реке Шаглас        | 13    | 92      | 2,5   | Есть              |
| Антоновская (Буракова) при реке Шаглас       | 14    | 79      | 4     | В 0,75 версты     |
| Муравьевская при реке Шаглас                 | 16    | 83      | 3,5   | В 0,5 версты      |
| Гарбуновская (Пустошь) при колодцах          | 7     | 43      | 3     | В 0,25 версты     |
| Фоминская (Горка) при колодцах               | 5     | 33      | 3     | В 0,5 версты      |
| Кузнецовская (Кирилловщина) при реке Шаглас  | 8     | 49      | 2,25  | В 0,75 версты     |
| Пустошь Вершининская (Рудно) при колодце     | 4     | 19      | 2,5   | В 1 версте        |
| Качаловская (Привалова) при реке Шаглас      | 4     | 25      | 2,25  | В 1,5 верстах     |
| Лукинская (Новинка) при реке Шаглас          | 11    | 63      | 2     | В 1,75 верстах    |
| Федосиевская (Матюшина) при реке Шаглас      | 12    | 75      | 2,5   | В 0,5 версты      |
| Лавровская (Пятунина) при колодцах           | 7     | 49      | 1,25  | В 1,5 верстах     |
| Орюшинская (Выдрина) при колодцах            | 12    | 63      | 2     | В 1,25 верстах    |
| Мурховская при реке Тихманьге                | 25    | 140     | 3     | В 1 версте        |
| Мухловская (Книгина) при реке Тихманьге      | 28    | 130     | 3,2   | Есть              |
| Мининская (Бережная) при реке Тихманьге      | 8     | 36      | 3,75  | В 0,25 версты     |
| Сидоровская (Давыдова) при колодце           | 8     | 42      | 3,75  | В 0,25 версты     |
| Елтомовская (Верховье) при колодце           | 23    | 131     | 4     | В 0,5 версты      |
| Паранинская (Сластникова) при реке Тихманьге | 25    | 120     | 4     | В 0,5 версты      |
| Фертинская (Панева) при реке Тихманьге       | 4     | 23      | 3,5   | В 0,75 версты     |
| Третниковская (Манылова) при реке Тихманьге  | 19    | 106     | 2,5   | В 1,5 верстах     |
| Кошкаровская (Филина) при колодце            | 7     | 39      | 3     | В 2 верстах       |
| Итого                                        | 287   | 1610    |       | 2                 |
| Ильинское общество                           |       |         |       |                   |
| Поселение                                    | Семей | Человек | До ВП | Школа             |
| Ильинская слободка при реке Тихманьге        | 47    | 254     | 32    | Есть              |
| Итого                                        | 47    | 254     |       | 1                 |
| Лихошальское общество                        |       |         |       |                   |
| Поселение                                    | Семей | Человек | До ВП | Школа             |
| Лихая Шалга при реке Ухте                    | 45    | 266     | 20    | Есть              |
| Итого                                        | 45    | 266     |       | 1                 |
| Низовское общество                           |       |         |       |                   |
| Поселение                                    | Семей | Человек | До ВП | Школа             |
| Киршевская (Курганова) при реке Тихманьге    | 14    | 97      | 2     | В 2 верстах       |
| Рябовская (Симакова) при реке Тихманьге      | 9     | 48      | 1,75  | В 1,75 верстах    |
| Долматовская (Савина) при реке Тихманьге     | 5     | 32      | 1,5   | В 1,25 верстах    |
| Феофилатовская (Рубушина) при реке Тихманьге | 23    | 134     | 1,25  | В 1 версте        |
| Федотовская (Павшева) при реке Тихманьге     | 14    | 86      | 1     | В 0,5 версты      |
| Филосовская (Калашникова) при реке Тихманьге | 24    | 148     | 0,1   | Есть              |
| Демидовская (Заполье) при колодцах           | 20    | 125     | 2     | В 1,5 верстах     |
| Ермаковская (Заполье) при колодцах           | 5     | 36      | 1,5   | В 1,25 верстах    |
| Дуплевская (Заполье) при колодцах            | 14    | 85      | 1,5   | В 1,25 верстах    |
| Будринская при реке Тихманьге                | 16    | 116     | 0,25  | В 0,25 версты     |
| Прокинская при реке Тихманьге                | 61    | 394     | 0,5   | В 0,5 версты      |
| Антипинская при реке Тихманьге               | 18    | 107     | 1,5   | В 1,5 верстах     |
| Итого                                        | 223   | 1408    |       | 1                 |
| Стрельниковское общество                     |       |         |       |                   |
| Поселение                                    | Семей | Человек | До ВП | Школа             |
| Стрельникова при озере Ухтозере              | 65    | 337     | 42    | Есть              |
| Фалькова при устье реки Ухты                 | 4     | 18      | 42    | В смежном селении |
| Итого                                        | 69    | 355     |       | 1                 |
| Тихмангское общество                         |       |         |       |                   |
| Поселение                                    | Семей | Человек | До ВП | Школа             |
| Даниловская при реке Тихманге                | 20    | 131     | 1     | В 1 версте        |
| Григорьевская (Новоселова) при реке Тихманге | 16    | 104     | 1     | В 1 версте        |
| Семеновская (Сенина) при реке Тихманге       | 12    | 111     | 0,75  | В 0,75 версты     |
| Игнатовская (Шильдскова) при реке Тихманге   | 33    | 217     | 0,08  | В 0,25 версты     |
| Патровская при реке Тихманге                 | 20    | 123     | 0     | В 0,25 версты     |
| Емельяновская (Шарапова) при реке Тихманге   | 15    | 57      | 0,25  | В 0,5 версты      |
| Сурминская (Терюшина) при реке Тихманге      | 30    | 190     | 0,5   | В 0,75 версты     |
| Пустошь Малышевская (Выползово) при колодце  | 11    | 71      | 1     | В 1,5 верстах     |
| Мечевская при колодце                        | 23    | 162     | 1,5   | В 2,25 верстах    |
| Поржала при озере Поржале                    | 18    | 113     | 55    | В 55 верстах      |
| Тоболкина при реке Тихманьге                 | 2     | 15      | 10    | В 10 верстах      |
| Черницына при реке Ухте                      | 2     | 11      | 10    | В 10 верстах      |
| Итого                                        | 202   | 1305    |       | 0                 |
| Ягремское общество                           |       |         |       |                   |
| Поселение                                    | Семей | Человек | До ВП | Школа             |
| Куровская (Конец) при реке Тихманьге         | 12    | 84      | 27    | В 0,5 версты      |
| Кашинская (Верховье) при реке Тихманьге      | 12    | 68      | 26,5  | В 0,25 версты     |
| Гарловская (Молькова) при реке Тихманьге     | 5     | 19      | 26,5  | В 0,5 версты      |
| Давыдовская (Максимова) при реке Тихманьге   | 25    | 131     | 26    | Есть              |
| Алексинская при реке Тихманьге               | 21    | 116     | 25,5  | В 0,25 версты     |
| Железниковская при реке Тихманьге            | 20    | 125     | 25,5  | В 0,5 версты      |
| Манойловская при реке Тихманьге              | 10    | 75      | 25,5  | В 0,75 версты     |
| Михалевская при реке Тихманьге               | 8     | 55      | 25,5  | В 1 версте        |
| Гуевская при реке Ягреме                     | 6     | 38      | 25    | В 1,25 верстах    |
| Итого                                        | 119   | 711     |       | 1                 |

## Население
На 1890 год численность населения волости составляла 5233 человека.
На 1905 год численность населения волости составляла 5950 человек.

## Инфраструктура
Личное подсобное хозяйство с зоной сельскохозяйственного использования, индивидуальная застройка усадебного типа.
Основа экономики — сельское хозяйство. В волости на 1905 год насчитывалось 921 лошадь, 1456 коров и 3560 голов прочего скота.